# Steele Johnson
Steele Alexander Johnson (Indianapolis, 16 giugno 1996) è un tuffatore statunitense.
In carriera ha vinto nel concorso della piattaforma 10 metri sincro, in coppia con David Boudia, la medaglia d'argento alle Olimpiadi di Rio de Janeiro e la medaglia di bronzo nella Coppa del Mondo di tuffi di Shanghai 2014.

## Biografia
Essendosi piazzato tra i primi diciotto atleti classificati nella piattaforma 10 metri nella Coppa del Mondo di tuffi del 2016 ha potuto accedere ai Giochi olimpici di Rio de Janeiro.

## Palmarès
- Giochi olimpici:

Rio de Janeiro 2016: argento nel sincro 10m.
- Coppa del Mondo di tuffi

Shanghai 2014: bronzo nel sincro 10m.